# 소빙기

소빙기(小氷期, 영어: little ice age)는 빙하기는 아니지만 비교적 추운 기후가 지속되었던 시기이다. 400년경에 시작해 900년경에 끝난 고대 후기 소빙하기, 중세와 근대 사이인 13세기 초부터 17세기 후반까지 지속된 중세 후기 소빙하기 등이 있다. 소빙하 시대라고 표현하기도 한다.

## 고대 후기 소빙하기
200년경 북반구 기온이 조금 내려가기 시작했으나, 세계의 기후계는 400년까지 '암흑시대' 기후계('고대 후기 소빙하기')로 결정적으로 이동하지 않았다. 그후 536년 아이슬란드에서 초대형 화산 폭발이 발생했고, 대략 650년부터 700년까지 주요한 태양 극소기(반달 극소기)가 이어졌다.
400년경 시작된 더 한랭한 세계 기후계의 특징은 북대서양의 해빙 전진, 지중해 일대와 아마 중앙아시아의 겨울철 강우량 증가, 엘니뇨 남방 진동이 더 뚜렷한 엘니뇨 패턴으로 변해 간 영향으로 동아프리카, 인도, 중국의 여름 계절풍 약화 및 아메리카 대륙의 강수량 증가(아울러 극심한 가뭄의 불규칙한 발생) 등이다. '고대 후기'의 세계 기후계는 거의 500년 동안 더 한랭해졌으나, 시베리아 고기압이 청동기 시대 말이나 근대 초의 소빙하기 때처럼 극단적으로 발달하지는 않았다. 따라서 '고대 후기' 기후계는 400년경 끝난 고대 최적기와 900년 이후 시작된 중세 최적기를 갈라놓는 '완만한' 반주기 기후계라고 할 수 있다.

### 영향

#### 중국남북조시대의 개막
세계 기후가 전반적으로 더 힘겨운 방향으로 이행하자 아시아 초원 지대의 생태에 변화가 생겼다. 그 결과 초원의 유목민족들이 다시 유라시아 역사에 결정적 영향을 끼쳤다. 북쪽에서 침공한 유목민족들이 중국 대륙에 전쟁, 기근, 전염병을 가져왔다. 그들은 수많은 한족을 북부에서 장강 유역으로 몰아냈다. 쫓겨난 한족은 전통 작물인 밀과 기장 대신 논에서 벼를 재배해야 했다.

#### 게르만족의 대이동
4세기 게르만족이 변경 밖에서 로마 제국으로 밀고 들어오기 시작했다. 이들은 한 세기도 안 돼 서유럽을 대부분 차지했다. 이 급습에는 350~370년 초원 지대에서 일어난 극심한 가뭄이 일정한 영향을 주었다. 그렇지만 4세기 스텝 지대에서 출현해 아틸라 치하에서 카스피해부터 독일에 이르는 영역을 점유한 훈족도 영향을 주었다. 몽골의 유연 제국에서 갈라져 나온 아바르는 560년대에 도착해 동유럽과 아나톨리아 사이에 카간국을 건설했다. 아바르와 뒤섞여 이동한 여러 튀르크계 민족들은 650년경 카스피해 동쪽에 카간국을 수립했다.
6세기부터 북반구의 더 한랭한 기후와 말에게 초지를 제공한 초원 지대의 더 많은 강우량이 유목 민족들의 이동을 촉진했다. 강우량이 증가하면서 중앙아시아 초원 지대에서 습도가 높아지자 페스트가 다시 출현했다. 541년 페스트는 지중해를 강타했고, 아마 중국에도 수백 년간 충격을 주었을 것이다. 지중해에서 유스티니아누스 역병은 유라시아 가장자리의 인구를 급감시켰다. 중국 인구는 400년까지 반토막이 났고, 인도 인구는 아마도 3분의 1이 줄었을 것이며, 서남아시아, 이집트, 유럽의 인구는 700년까지 절반으로 감소했다. 200년부터 500년까지 이 구세계 핵심 지역의 총 인구는 2억 1100만 명에서 1억 4700만 명으로, 세계 인구에서 차지하는 비중이 82퍼센트에서 71퍼센트로 줄었다.

#### 모체 문화와나스카 문화의 몰락
세계 기후는 아메리카 대산계(大山系)의 사회들도 압박했다. 아시아 계절풍이 약해짐에 따라 태평양 건너편 강우량이 증가했다. 400년부터 1000년까지 아메리카의 강우량이 극히 늘어났다. 엘니뇨 암흑시대가 시작되면서 전기 중간기(Early Intermediate Period, 기원전 200년~기원후 600년) 페루의 모체 문화와 나스카 문화가 무너졌다. 기원전 200년경 출현한 두 문화는 6세기 후반 강력한 엘니뇨가 촉발한 홍수와 극심한 가뭄을 견디지 못하고 멸망했다. 같은 시기에 테오티우아칸의 대규모 도시 국가들도 멕시코 산악 지대를 강타한 가뭄에 무너졌다.
모체와 나스카 문화가 사라지는 가운데 엘니뇨의 변덕스러운 충격을 견뎌내기 위해 기존과 다른 정착 전략을 구사하는 중기 호라이즌기(Middle Horizon Period, 기원후 600~1000년)의 새로운 문화가 출현했다. 페루 산악 지대 남부의 국가 와리Wari는 높은 고도에 있는 수원에서 물을 끌어오는 광범한 관개 체계에 투자했다. 티티카카호에서 가깝고 높은 고도에 자리한 티와우아나코는 호수 바닥이 융 한 독특한 지형에서 작물을 재배했다. 두 나라 모두 도시를 중심으로 하는 응집력 있는 제국으로 수백 년간 존속했다.
유카탄반도에 존재했던 고전기 이전(기원전 2000년~기원후 250년) 마야 문화는 고대 기후 최적기의 비교적 안정적 환경에서 수백 년간 발전하다가 기원후 200년경 극심한 가뭄이 잇따른 시기에 버려졌다. 고전기 마야 문화는 300년 이상 발전하다가 마야 단절기라고 알려진 580년대 멕시코의 테오티우아칸 문화와 페루의 모체 및 나스카 문화가 가뭄에 타격을 받은 시기에 다시 버려졌다. 마야의 고전기(250~900년)는 이 시기를 기준으로 전기와 후기로 나뉜다.

## 중세 후기 소빙하기
13세기 초부터 시작해 17세기 후반까지 지속된 소빙하기. 이 시기에 나타난 기온 저하 현상은 세계 각지의 기록에서 나타나 있으며, 포도의 생산량이 저하되고 식생변화가 이루어지는 등의 현상이 일어났으며, 유럽에서는 많은 사람들이 굶어 죽거나 전염병으로 사망하게 되었다.

### 영향

#### 몽골의 건국
세계사에서는 기후가 바뀌는 것이 인류한테 영향을 끼치는 것을 볼 수 있다. 소빙하기 역시 예외는 아니다. 몽골에서는 소빙하기로 인해 초원이 줄어들면서 경쟁이 더 치열해졌다. 마침내 몽골은 하나로 통합됐는데 그 우두머리가 칭기즈 칸이다. 칭기즈 칸은 몽골 제국을 건국했는데 정복을 통해 영토를 넓혔고 동유럽에서 중국까지 이를 정도였다. 어쨌든 이로 인해 대륙 끝에서 다른 대륙 끝까지 인류 최초로 안전하게 갈 수 있게 되었다. 이로 인해, 서양에서는 동양의 발명품인 화약, 종이 등이 전해졌다.

#### 유럽
유럽은 아시아보다 더 심각했는데 홍수와 가뭄으로 인해 농작물의 생산량이 줄어들어 자연스레 유럽인들은 병약해졌다. 엎친 데 덮친 격으로 페스트가 유럽에서 유행하였다. 페스트의 유행이 끝날 때쯤, 유럽인들은 페스트가 유행하기 전의 4분의 3으로 줄어들었다. 하지만 전혀 예상치 않게도 페스트로 인해 사람들이 많이 죽으면서 일손의 수요가 급증하였고 자연스레 일손의 임금 (경제학)이 늘어났다. 이로 인해 유럽은 호황을 맞게 되고 그렇게 생긴 돈을 탐험에 투자해 아메리카, 오세아니아를 발견했다.(아메리카에 천연두가 전해지면서 천연두가 아메리카 원주민을 싹쓸이했다.) 유럽에서는 모피의 수요가 많았는데 아메리카에서는 이를 얻을 수 있는 동물들이 많았기에 돈 냄새를 맡은 유럽인들이 아메리카로 건너와 동물들을 사냥했다. 아메리카 원주민과 충돌하기도 했다. 아메리카로 농부 등이 이주하면서 도시들이 생겨났다. 아시다시피 이는 미국의 건국으로 이어진다. 하지만 미국에서는 재앙이 벌어지는데 엄청난 모래폭풍이 미국을 휩쓴 것이다. 농작물 피해가 어마무시했다. 하지만 이를 비료로 극복한다.